# Lazàrevo (Perm)
|  | Per a altres significats, vegeu «Lazàrevo». |

Lazàrevo (en rus: Лазарево) és un poble del krai de Perm, a Rússia, que en el cens del 2010 tenia 7 habitants.